# Uda (přítok Ochotského moře)
Uda (rusky Уда) je řeka v Chabarovském kraji v Rusku. Je dlouhá 457 km. Plocha povodí měří 61 300 km². Nazývá se také Ud (rusky Уд).

## Průběh toku
Pramení na severním svahu horského hřbetu Džagdy. Ústí do Udské zátoky Ochotského moře.

## Vodní režim
Zdrojem vody jsou převážně dešťové srážky. Průměrný roční průtok vody činí 510 m³/s. Zamrzá na konci října až v listopadu a rozmrzá v květnu.

## Využití
Řeka je místem tření lososovitých ryb. V ústí se nachází přístav Čumikan.